# Juniperus convallium
Juniperus convallium — вид хвойних рослин родини кипарисові. Етимологія: припускається, що видавий епітет походить від лат. convallis — «глибока, замкнута долина» — стосовно середовища існування.

## Поширення, екологія
Країни проживання: Китай (Ганьсу, Цинхай, Сичуань, Тибет, Юньнань) на 2200–4430 м над рівнем моря. Росте від високогірних до субальпійських хвойних лісів, у ялівцевих лісах, іноді в альпійських степах, на великих висотах часто на пд. і пд.-зх схилах або на нагрітих сонцем виходах гірських порід, як з вапняку так і гранітного каменю. Пов'язаний з Abies, Picea, Juniperus saltuaria, Juniperus tibetica, Quercus aquifolioides, Seriphidium, Caragana, Rosa; ліс часто переходить у чагарнико-пасовища. Річна кількість опадів становить від 300 мм до 3600–3800 м. Низькі зимові температури, до яких цей вид є більш чутливим, ніж J. tibetica, залишає вид нижче останнього в багатьох областях, але є змішані ліси особливо на пд. і пд.-зх відкритих схилах, де J. convallium може сягати великих висот.

## Морфологія
Дерево, рідко кущ, дводомна або однодомна рослина. Листки сіро-зелені, бувають лускоподібні й голчасті; голчасті листки присутній тільки на молодих рослинах, ростуть по 2 чи 3, 3–8 мм, увігнуті зверху; лускоподібні листки ростуть по 2, рідко по 3, розміром 1,5–2 × 0,8–1 мм. Пилкові шишки 1,5–3 мм; мікроспорофілів 6–8, кожна з 2 або 3 пилковими мішками. Шишки від червонувато-коричневого до пурпурно-чорного кольору при дозріванні, яйцюваті, конічні-яйцюваті або кулясті, 5–8(10) × 5–6 мм, з 1 насіниною. Насіння конічно-кулясті або сплощено-овальні форми, 3–5 мм в діаметрі, з або без смоляних ям.

## Використання
Не відомо, але, ймовірно, використовується для дров в районах з рідкісними деревами.

## Загрози та охорона
Ніяких конкретних загроз не зафіксовано для цього виду, хоча зміна клімату може вплинути в майбутньому. Цей вид зростає в кількох ПОТ.